# Pero cerra
Pero cerra là một loài bướm đêm trong họ Geometridae.